# Hokksund
Hokksund este o localitate din comuna Øvre Eiker, provincia Buskerud, Norvegia, cu o populație de 8.772 locuitori (2013).